# Мігель Портільйо
Мігель Альфредо Портільйо (ісп. Miguel Alfredo Portillo; нар. 26 вересня 1982, Гобернадор-Вірасоро, Аргентина) — аргентинський футболіст, захисник.

## Кар'єра
Народився на півночі Аргентини в невеликому містечку під назвою Гобернадор Вірасоро де Корр'єнтес. Його мати українка, її батьки свого часу іммігрували з України до Південної Америки. Мігель з раннього дитинства присвятив себе футболу, йому завжди подобалося бігати з м'ячем і він мріяв стати професійним футболістом. У п'ять років Портільйо потрапив в академію клубу «Терагуї» з рідного міста, потім пробув рік в іншій спортивній школі і вже звідти потрапив у молодіжну команду «Бока Хуніорс».
У 2001 році молодий захисник дебютував в основному складі «Боки», зігравши два матчі на Кубок Меркосур, але так і не дебютував в чемпіонаті. Ці дві гри Мігель провів, коли команду тренував Карлос Б'янкі, але незабаром «Боку» очолив уругваєць Оскар Табарес, і Портільйо, що ще не мав професійного контракту, відправили до дублюючого складу. Після турне «Боки Хуніорс» по Європі, Мігель вирішив залишитися в Швейцарії, ставши гравцем клубу «Ксамакс» з Невшателя.
Потім аргентинський заисник виступав у швейцарських клубах «Серветт» з Женеви, «Янг Бойз» з Берна та «Лугано», а також «Анже» з Франції та «Вадуц», у складі якого виграв свій єдиний трофей — кубок Ліхтенштейну.
23 липня 2010 року підписав контракт з одеським «Чорноморцем». Дебютував за новий клуб 9 серпня у матчі Першої ліги проти бурштинського «Енергетика» (1:1). Південноамериканець досить успішно зіграв, був непоступливий в єдиноборствах, добре «тримав» позицію і навіть жовту картку заробив за «професійний фол»: в ситуації, коли потрібно було за всяку ціну виправляти помилку партнерів. Всього за сезон аргентинець зіграв у 25 матчах чемпіонату і забив один гол (18 вересня у ворота «Кримтеплиці» (4:0), допомігши команді за підсумками сезону вийти в Прем'єр-лігу. Проте в ній так і не зіграв, покинувши одеський клуб влітку 2011 року на правах вільного агента.
У сезоні 2011/12 виступав за єрусалимський «Бейтар», після чого повернувся до Швейцарії, де став грати за місцевий нижчоліговий клуб «Кеніц»

## Досягнення
- Володар Кубка Ліхтенштейну: 2006/07